# داناو
داناو (به آلمانی: Dannau) یک شهر در آلمان است که در Plön (District) واقع شده‌است. داناو ۶۹۷ نفر جمعیت دارد.